# Cheung Ngan Yi
Cheung Ngan Yi (chinesisch 張雁宜; * 27. April 1993 in Hongkong) ist eine Badmintonspielerin aus Hongkong.

## Karriere
Cheung Ngan Yi wurde bei der Badminton-Juniorenweltmeisterschaft 2011 Fünfte im Mixed und Neunte im Einzel. Sowohl bei der Hong Kong Super Series 2010 als auch bei der Hong Kong Super Series 2011 schaffte sie es in Hauptfeld und erreichte mit Platz neun im Dameneinzel ihr bestes Ergebnis. 2012 stand sie im Nationalteam ihres Landes bei der Uber-Cup-Qualifikationsrunde in Asien und wurde dort in der Endabrechnung Siebente mit der Mannschaft. Im Jahre 2015 gewann sie die Austrian International.